# 김성회 (1972년)
김성회(金城會, 1972년 11월 20일~)는 대한민국의 정치인이다. 제22대 국회의원이다.
고려대학교 재학시절 총학생회 부회장을 지냈다.
제21대 국회의원 선거를 앞두고 열린민주당에 입당했으며 열린민주당의 대변인을 맡았다. 열린민주당의 비례대표 명단에 포함되었으며 순번 10번에 배치되었다. 하지만 선거 결과 비례대표 순번 3번까지 당선되었고, 그마저도 비례대표 순번 5번까지 승계받으면서 낙선했다. 이후 열린민주당이 더불어민주당과 합당하면서 더불어민주당 소속이 되었다.
제22대 국회의원 선거를 앞두고 고양시 갑 선거구에 출마를 선언했으며 경선을 통해 더불어민주당의 공천을 받았다. 개표 결과 득표 수 69,617표, 45.30%의 득표율을 기록하면서 국민의힘 한창섭 후보와 녹색정의당 심상정 후보를 제치고 당선되었다.

## 학력
- 리라국민학교 졸업
- 원촌중학교 졸업
- 경기고등학교 졸업[1]
- 고려대학교 이과대학 지구환경과학 학사[1]
- 샌프란시스코 신학교 다문화신학 석사

## 경력
- 제28대 고려대학교 총학생회 부회장
- 새정치국민회의 서울특별시 지부 동대문구 을 지구당 기획실장
- LA노사모 간사
- 나는꼼수다 미주후원회장
- 일본군성노예 정부사과를 요구하는 미 연방하원결의안 HR121추진단 간사
- 평화의 교회 전도사
- 미주 뉴스앤조이 기자
- 제18대 대통령 선거 민주통합당 문재인 대통령 후보 재외선거대책위원회 투표참여운동 북미주본부 본부장
- 신계륜 국회의원 보좌관
- 정청래 국회의원 보좌관
- 손혜원 국회의원 보좌관
- 제19대 대통령 선거 더불어민주당 문재인 대통령 후보 중앙선거대책위원회 홍보본부 팀장
- 정치연구소 씽크와이 소장
- 열린민주당 대변인
- 제20대 대통령 선거 더불어민주당 이재명 대통령 후보 중앙선거대책위원회 대변인
- 더불어민주당 헌법개정특별위원회 위원
- 제22대 국회의원 선거 더불어민주당 중앙선거대책위원회 대변인
- 2020년 4월 10일: 대한민국 제22대 국회의원 선거 당선(경기 고양시 갑, 더불어민주당, 초선)[2][3]
- 2024년 5월~: 더불어민주당 경기도당 고양시 갑 지역위원회 위원장
- 2024년 9월~2025년 6월: 더불어민주당 원내부대표
- 2024년 9월~2025년 8월: 더불어민주당 대변인
- 2025년 8월~: 더불어민주당 게임특별위원회 위원장

### 의정 활동
- 2024년 5월 30일~: 제22대 국회의원(경기 고양시 갑, 더불어민주당, 초선)
  - 2024년 6월~: 제22대 국회 전반기 행정안전위원회 위원
  - 2024년 8월~2025년 7월: 제22대 국회 전반기 국회운영위원회 위원
  - 2024년 12월~: 제22대 국회 순직 해병 수사 방해 및 사건 은폐 등의 진상규명을 위한 국정조사 특별위원회 위원
  - 2025년 6월~: 제22대 국회 전반기 예산결산특별위원회 위원

## 전과
- 국가보안법위반(찬양·고무등): 징역 1년, 집행유예 2년 - 1997년 10월[7] 28일 선고

## 저서
- 《옳은 소리 옳은 정치》(2023년, 비타베아타)

## 역대 선거 결과
|  | 5.42% |

|  | 45.30% |

## 소속 정당
| 소속 정당 | 소속 정당      | 소속 기간 | 비고      |
| --------- | -------------- | --------- | --------- |
|           | 새정치국민회의 | 1999~2000 | 정계 입문 |
|           | 새천년민주당   | 2000~2003 | 합당      |
|           | 무소속         | 2003      | 탈당      |
|           | 열린우리당     | 2003~2007 | 창당      |
|           | 대통합민주신당 | 2007~2008 | 합당      |
|           | 통합민주당     | 2008      | 합당      |
|           | 민주당         | 2008~2011 | 당명 변경 |
|           | 민주통합당     | 2011~2013 | 합당      |
|           | 민주당         | 2013~2014 | 당명 변경 |
|           | 새정치민주연합 | 2014~2015 | 합당      |
|           | 더불어민주당   | 2015~2020 | 당명 변경 |
|           | 무소속         | 2020      | 탈당      |
|           | 열린민주당     | 2020~2022 | 창당      |
|           | 더불어민주당   | 2022~현재 | 합당      |

## 같이 보기
- 고양시 갑
- 고양시의 국회의원
- 고양시 덕양구의 국회의원